# Барбарисовые
Барбари́совые (лат. Berberidáceae) — семейство двудольных цветковых растений, входящее в порядок Лютикоцветные, состоящее из 19 родов и 755 видов.
Наиболее крупный род семейства — Барбарис (Berberis L.), состоящий из около 580 видов.

## Ботаническое описание
Многолетние травянистые растения, реже листопадные или вечнозелёные кустарники или низкие деревья, достигающие иногда высоты 5—6 м.
Листья очерёдные, иногда только прикорневые, простые, тройчатые или перисто-рассечённые. Прилистники часто неразвитые вовсе, иногда колючие или превращённые в колючки.
Цветки обоеполые, в верхушечных или пазушных кистевидных или метёлковидных соцветиях, реже одиночные. Чашелистиков обычно шесть, расположенных в два круга; лепестков шесть, супротивных чашелистикам; тычинок шесть, свободных, супротивных лепесткам; пыльники раскрываются обыкновенно створчато, снизу вверх; между лепестками и тычинками иногда бывает ещё два круга нектарников. Завязь одна, верхняя, из одного плодолистика; семяпочки многочисленные, реже немногочисленные, даже одиночные, сидят по брюшному шву завязи или на основании.
Плод — ягода. Семена с обильным эндоспермом и небольшим прямым зародышем.

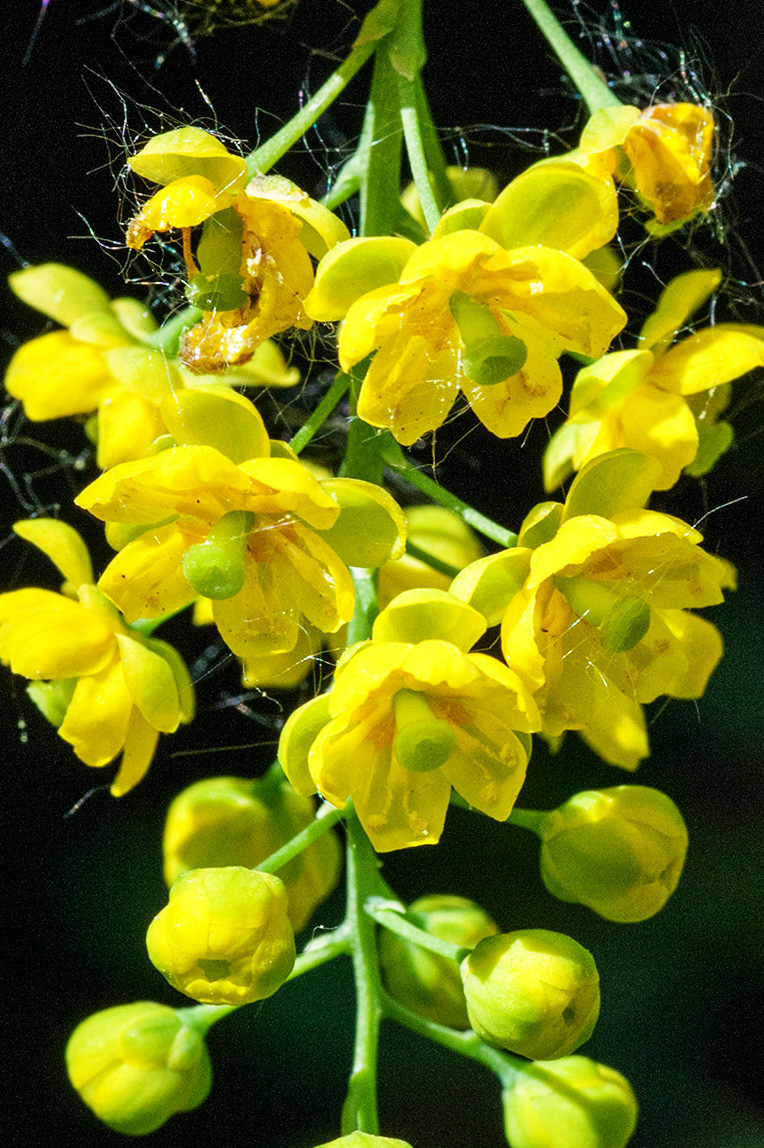
Соцветие барбариса

## Представители
Семейство насчитывает 19 родов в двух подсемействах, двух трибах и двух подтрибах:
- Подсемейство Барбарисовые (Berberidoideae), включает 14—17 родов в двух трибах и двух подтрибах:

- Триба Барбарисовые (Berberideae), включает 11—14 родов в двух подтрибах:

- Подтриба Berberidinae, включает 3—4 рода:

- Berberis  L. — Барбарис
- ×Mahoberberis C.K.Schneid., гибрид Магонии и Барбариса
- Mahonia  Nutt. — Магония, рядом ботаников считается синонимом рода Барбарис
- Ranzania T.Itô — Ранзания

- Подтриба Epimediinae, включает 8—10 родов:

- Achlys DC.
- Bongardia  C.A.Mey. — Бонгардия
- Diphylleia  Michx. — Двулистник
- Dysosma  Woodson, рядом ботаников считается синонимом рода Подофилл
- Epimedium  L. — Эпимедиум, или Горянка
- Jeffersonia  Barton — Джефферсония
- Plagiorhegma  Maxim.
- Podophyllum L. — Подофилл
- Sinopodophyllum T.S.Ying, рядом ботаников считается синонимом рода Подофилл
- Vancouveria C.Morren & Decne. — Ванкуверия

- Триба Леонтицевые (Leonticeae), включает 3 рода:

- Caulophyllum  Michx. — Стеблелист
- Gymnospermium  Spach — Голосемянник
- Leontice  L. — Леонтица

- Подсемейство Нандиновые (Nandinoideae), включает один род:

- Nandina  Thunb. — Нандина